# Henry L. Stimson
Henry L. Stimson (n. 21 septembrie 1867 - d. 20 octombrie 1950) a fost un politician american, Secretar de Stat al Statelor Unite între 1929 și 1933.